# Olympische Sommerspiele 1980/Teilnehmer (Nigeria)
| Gelbes Symbol für Goldmedaillen mit stilisierten Olympischen Ringen | Graues Symbol für Silbermedaillen mit stilisierten Olympischen Ringen | Braundes Symbol für Bronzemedaillen mit stilisierten Olympischen Ringen |
| ------------------------------------------------------------------- | --------------------------------------------------------------------- | ----------------------------------------------------------------------- |
| —                                                                   | —                                                                     | —                                                                       |

Nigeria nahm an den Olympischen Sommerspielen 1980 in Moskau mit einer Delegation von 44 Athleten (38 Männer und 6 Frauen) an 22 Wettkämpfen in fünf Sportarten teil. Ein Medaillengewinn gelang keinem der Athleten.

## Teilnehmer nach Sportarten

### Boxen
- Nureni Gbadamosi
Bantamgewicht: in der 1. Runde ausgeschieden
- William Azanor
Federgewicht: in der 1. Runde ausgeschieden
- Christopher Ossai
Leichtgewicht: in der 1. Runde ausgeschieden
- Ayodele Peters
Halbweltergewicht: in der 1. Runde ausgeschieden
- Roland Omoruyi
Weltergewicht: in der 1. Runde ausgeschieden
- Adeoye Adetunji
Halbmittelgewicht: im Achtelfinale ausgeschieden
- John Martins
Mittelgewicht: im Achtelfinale ausgeschieden
- Solomon Ataga
Schwergewicht: im Achtelfinale ausgeschieden

### Fußball
- in der Gruppenphase ausgeschieden
Adokie Amiesimaka
Aloysius Atuegbu
Best Ogedegbe
David Adiele
Emmanuel Osuigwe
Felix Owolabi
Tunde Bamidele
Henry Nwosu
Kadiri Ikhana
Okey Isima
John Orlando
Leotis Boateng
Muda Lawal
Moses Effiong
Segun Odegbami
Sheifu Mohamed
Sylvanus Okpala

### Gewichtheben
- Sydney Ikebaku
Federgewicht: 14. Platz
- Sampson Cosmas
Mittelgewicht: 14. Platz

### Leichtathletik
Männer
- Peter Okodogbe
100 m: im Halbfinale ausgeschieden
200 m: im Halbfinale ausgeschieden
4-mal-100-Meter-Staffel: 7. Platz
- Hammed Adio
100 m: im Viertelfinale ausgeschieden
200 m: im Vorlauf ausgeschieden
4-mal-100-Meter-Staffel: 7. Platz
- Samson Oyeledun
100 m: im Viertelfinale ausgeschieden
4-mal-100-Meter-Staffel: 7. Platz
- Dele Udo
400 m: im Halbfinale ausgeschieden
4-mal-400-Meter-Staffel: im Vorlauf ausgeschieden
- Hope Ezeigbo
400 m: im Viertelfinale ausgeschieden
4-mal-400-Meter-Staffel: im Vorlauf ausgeschieden
- Kayode Elegbede
4-mal-100-Meter-Staffel: 7. Platz
Weitsprung: 11. Platz
- Felix Imadiyi
4-mal-400-Meter-Staffel: im Vorlauf ausgeschieden
- Sunday Uti
4-mal-400-Meter-Staffel: im Vorlauf ausgeschieden
- Yusuf Alli
Weitsprung: 24. Platz
- Joshua Kio
Weitsprung: 13. Platz

Frauen
- Rufina Ubah
100 m: im Viertelfinale ausgeschieden
200 m: im Viertelfinale ausgeschieden
- Oguzoeme Nsenu
100 m: im Viertelfinale ausgeschieden
- Mary Akinyemi
400 m: im Vorlauf ausgeschieden
4-mal-400-Meter-Staffel: im Vorlauf ausgeschieden
- Gloria Ayanlaja
400 m: im Vorlauf ausgeschieden
4-mal-400-Meter-Staffel: im Vorlauf ausgeschieden
- Kehinde Vaughan
400 m: im Vorlauf ausgeschieden
4-mal-400-Meter-Staffel: im Vorlauf ausgeschieden
- Asele Woy
4-mal-400-Meter-Staffel: im Vorlauf ausgeschieden

### Ringen
- Augustine Atasie
Federgewicht, Freistil: in der 2. Runde ausgeschieden